# Fife Flyers
Fife Flyers är en skotsk ishockeyklubb hemmahörande i Kirkcaldy i Fife. Klubben grundades 1938 och är Storbritanniens äldsta ishockeylag. Sedan 2011 spelar laget i Elite Ice Hockey League, Storbritanniens högsta division.